# Аксу (Татарстан)
Аксу́ (тат. Кишер Аксуы) — деревня в Буинском районе Республики Татарстан, административный центр и единственный населённый пункт муниципального образования «Аксунское сельское поселение».

## География
Деревня находится на границе с Чувашской Республикой, в 30 километрах к северо-западу от города Буинска.

## История
В «Списке населенных мест по сведениям 1859 года», изданном в 1866 году, населённый пункт упомянут как казённая деревня Белая Волошка (Камышенка, Аксу) 2-го стана Тетюшского уезда Казанской губернии. Располагалась при реке Камышенке, по правую сторону почтового тракта из Казани в Симбирск, в 55 верстах от уездного города Тетюши и в 5 верстах от становой квартиры во владельческом селе Знаменское (Чипчаги). В деревне в 163 дворах жили 876 человек (434 мужчины и 442 женщины). Была мечеть.

## Население
Численность населения по годам
| 1782  | 1859  | 1897  | 1920  | 1926  | 1938  | 1949  |
| ----- | ----- | ----- | ----- | ----- | ----- | ----- |
| 175   | ↗876  | ↗1596 | ↗2073 | ↘1790 | ↘1688 | ↘1344 |
| 1958  | 1970  | 1979  | 1989  | 2002  | 2010  | 2012  |
| ↘1140 | ↗1540 | ↘1505 | ↘900  | ↘708  | ↘645  | ↘623  |
| 2013  | 2014  | 2015  | 2016  | 2017  |       |       |
| ↘598  | ↘593  | ↘579  | ↘571  | ↘552  |       |       |

Национальный состав села — татары.

## Религия
Мечеть «Гайша» (2000 год).

## Известные люди
- Б. Шахиди (1894–1989) – языковед, политический деятель Китая.
- Гарифулла Гайнуллин (1894—1984) — последний татарский шейх, ишан.